# Tanasije Ćakić
Tanasije Ćakić (Beograd, 1. decembar 1997) srpski je glumac.

## Biografija
Nakon završene "Zemunske gimnazije", 2016. godine upisuje Akademiju umetnosti u Beogradu u klasi prof. Dragane Varagić i Predraga Stojmenovića. S njim u klasi studirali su: Teodora Sparavalo, Aleksandar Ranković, Jovana Popović, Kristina Milosavljević, Rade Vulin, Aleksandar Stojić, Andrijana Mećava, Tamara Milošević, Tina Čavor, Predrag Vasić i Ivana Zečević.
Za vreme studiranja, učestvovao je u velikom broju studentskih filmova i predstava na Akademiji umetnosti i Fakultetu dramskih umetnosti.
Diplomirao je 7. oktobra 2020. godine sa predstavom "Bečka stolica", po tekstu Nikolaja Koljade, u režiji Predraga Stojmenovića, u "Pozorištu DADOV".

## Uloge u pozorištu
2019. godine dobija prvi profesionalni pozorišni angažman, igra jednu od glavnih uloga (Marija/Žika) u prvoj online interaktivnoj dokumentarnoj predstavi "Raw Play, igra sa 6 života", u režiji Aleksandre Jelić, po tekstu Bogdana Španjevića, odigranoj u "Bitef teatru", "Centru za kulturnu dekontaminaciju", "KIC Budo Tomović"
| god.  | naziv                                | uloga            | produkcija                                          |
| ----- | ------------------------------------ | ---------------- | --------------------------------------------------- |
| 2019. | RAW Play: igra sa 6 života           | Marija/Žika, ... | ApsArt                                              |
| 2020. | Bečka stolica                        | On               | Akademija Umetnosti                                 |
| 2021. | Bračna Igra                          | Džek             | Akademija Umetnosti                                 |
| 2021. | Mama!                                | 4                | FIST (Festival Internacionalnog Studentskog Teatra) |
| 2021. | Baden-Badenska lekcija o saglasnosti | Astronaut        | Fakultet Dramskih Umetnosti                         |

## Pozorišne režije
Po završetku osnovnih studija, Tanasije počinje da se interesuje za pozorišnu režiju i prvo rediteljsko ostvarenje (zajedno sa koleginicom s klase Andrijanom Mećavom) realizuje 6. Maja. 2021. Režija u pitanju je adaptacija drame Edvarda Olbija, "Bračna igra", izvedena premijerno u Narodnom pozorištu u Beogradu. Predstava je prošla zvaničnu selekciju nekoliko festivala poput BELEF-a i Theater European Alternatives: Strum und Drang,
Predstava "Monstrum", je drugi pozorišni projekat u režiji Tanasija Ćakića. Ovaj projekat je eksperimentalna plesno-postdramska predstava, inspirisana albumom Lejdi Gage "The Fame: Monster".

## Filmografija[12]
Tanasije Ćakić на веб-сајту  (језик: енглески)
| god.  | naziv                      | uloga                |
| ----- | -------------------------- | -------------------- |
| 2017. | An ordinary man            | student              |
| 2018. | The white crow             | Shelkov class dancer |
| 2018. | Jutro će promeniti sve     | hipster              |
| 2018. | Pored mene: Mjuzikl        | lepi dečko           |
| 2020. | Urgentni centar            | med. tehničar Goran  |
| 2021. | Buč Kesidi: Euforija uživo | dekorater 4          |
| 2023. | The Ark                    | Florian Rupnik       |
| 2023. | Veliki petak               | Otac Milos           |

## Uloge u sinhronizacijama
| god.  | naziv                                    | uloga                                                 | studio       |
| ----- | ---------------------------------------- | ----------------------------------------------------- | ------------ |
| 2020. | Zlatokosa i razbojnik: Serija            | sporedne uloge                                        | Sinker Media |
| 2020. | Lilo i Stič: Serija                      | Kobra Babls (E12), Gospodin Vong (E6), sporedne uloge | Sinker Media |
| 2020. | Ratovi zvezda: Ratovi klonova (sezona 3) | Ang, Kristo, Foks, Kvinlan Vos                        | Sinker Media |
| 2021. | Winx (sezona 8)                          | Neks                                                  | Oblakoder    |